# Sant Marçal de la Figuerosa
Sant Marçal de la Figuerosa és una ermita de la Figuerosa, al municipi de Tàrrega (Urgell), protegida com a bé cultural d'interès local.

## Descripció
És una ermita que exteriorment és d'obra vista amb tots els carreus de pedra visibles i amb una bona estereotomia. La façana és senzilla, completament llisa i només trencada per la porta d'accés de mig punt. Cal destacar l'escut que hi ha a la llinda de la porta. Centralment, a la part superior hi ha un petit campanar d'espadanya d'un sol arc. El sostre és a dos vessants. Interiorment, és de nau única només trencada a la banda esquerra per una petita capella lateral. L'absis és poligonal.